# Pandemia de COVID-19 em Marrocos
Este artigo documenta os impactos da pandemia de coronavírus de 2020 em Marrocos e pode não incluir todas as principais respostas e medidas contemporâneas.

## Linha do tempo
Após os dois casos confirmados em 2 de março de 2020, um terceiro caso foi confirmado no dia seguinte, tratando-se de um turista francês que havia ido a Marraquexe. No mesmo dia, um dos primeiros casos, uma mulher de 89 anos, faleceu. Em 11 de março, foi anunciado que a esposa e a filha do turista francês também apresentaram resultados positivos, elevando o número total de casos para 5. Então, no mesmo dia, também foi confirmado um sexto caso, sendo uma mulher de cerca de 70 anos que veio da França e que apresentou problemas respiratórios em 7 de março. Em 13 de março, dois novos casos foram confirmados: um marroquino de 39 anos, que havia retornado da Espanha, e uma francesa de 64 anos. A recuperação do paciente zero foi relatada pelo Ministério da Saúde.
Em 14 de março, 10 novos casos foram confirmados, incluindo o ministro marroquino Abdelkader Aamara, elevando, assim, o total de casos para 18. Em 15 de março, 10 novos casos foram confirmados como portadores do vírus, elevando o número total para 28. Em 16 de março, 9 novos casos foram confirmados; em 17 de março, a segunda morte pelo vírus foi confirmada, e um marroquino que havia voltado da França testou positivo para a doença. No mesmo dia, 6 novos casos foram confirmados, elevando o total para 44. Em 18 de março, 10 novos casos foram confirmados; uma segunda recuperação foi confirmada e, além disso, mais 9 casos, elevando o total para 63. Em 20 de março, uma terceira morte foi relatada e 16 novos casos foram confirmados. Em 21 de março, 7 novos casos foram confirmados, elevando o número total para 80. Em 21 de março de 2020, às 00:30, sete novos casos foram confirmados, elevando o total para 86.